# Nitela borealis
Nitela borealis är en stekelart som beskrevs av Valkeila 1974. Nitela borealis ingår i släktet Nitela, och familjen Crabronidae. Arten är reproducerande i Sverige.